# Consiglio comunale (ordinamento monegasco)
Il Consiglio comunale è l'organo deliberativo del Comune di Monaco.

## Descrizione
L'ordinamento comunale è determinato dalla IX parte della Costituzione monegasca. Il Comune di Monaco ha come organo il consiglio comunale composto da 15 membri, che possono essere anche presenti al Consiglio nazionale. Sono elettori i poco più di 7 000 cittadini monegaschi, mentre per essere eletti è necessario aver compiuto 21 anni. Il sistema elettorale è un semplice scrutinio plurinominale a due turni: ogni elettore ha quindici voti di preferenza che può distribuire a suo piacere fra le liste eventualmente concorrenti. Sono eletti al primo turno i candidati che siano stati scelti da più della metà dei votanti, mentre per gli altri si apre la strada di un secondo turno in cui vengono eletti i candidati più votati. L'effetto di questo meccanismo è ipermaggioritario, configurando un'assemblea dominata dal primo partito del principato, l'Unione per Monaco. La durata del mandato è di 4 anni.
Il consiglio elegge al suo interno il sindaco e i suoi aggiunti, ossia gli assessori. La consuetudine politica fa tuttavia sì che il candidato alla prima poltrona cittadina sia indirettamente indicato dagli elettori nella figura del capolista della lista più votata. Il sindaco attuale è Georges Marsan, in carica dal 2003 e giunto alla terza rielezione.
Le funzioni del comune, attivo in ambito sociale, culturale e della vita civile, non si discostano sostanzialmente da quelle degli omologhi enti delle nazioni vicine, i comuni francesi e italiani.

## Elenco
| Sindaco             | Mandato          |
| ------------------- | ---------------- |
| Suffren Reymond     | 1918 - 1920      |
| Alexandre Médecin   | 1920 - 1929      |
| Eugène Marquet      | 1929 - 1930      |
| Charles Bernasconi  | 1930             |
| Louis Aureglia-Cima | 1930 - 1944      |
| Charles Palmaro     | 1944 - 1955      |
| Robert Boisson      | 1955 - 1971      |
| Jean-Louis Médecin  | 1971 - 1991      |
| Anne-Marie Campora  | 1991 - 2003      |
| Georges Marsan      | 2003 - in carica |